# Adevărul
Adevărul – rumuński dziennik wydawany w Bukareszcie. Został założony w 1989 roku.
Jest pismem o tematyce polityczno-społecznej. Stanowi następcę dziennika „Scînteia” (zał. 1931).